# Rago nationalpark
67°26′N 15°59′Ø / 67.433°N 15.983°Ø
Rago nationalpark ligger i Sørfold kommune i Nordland fylke i Norge. Parken er på 171 km² og blev oprettet i 1971. Rago grænser op til nationalparkerne Padjelanta, Sarek og Stora Sjöfallet i Sverige. Tilsammen udgør de et beskyttet areal på 5.400 km².

## Ekstern henvisning
- Direktoratet for naturforvaltning, informasjon om Rago nasjonalpark. Arkiveret 21. maj 2007 hos  Wayback Machine